# Iwan Iwanowitsch (Dummy)

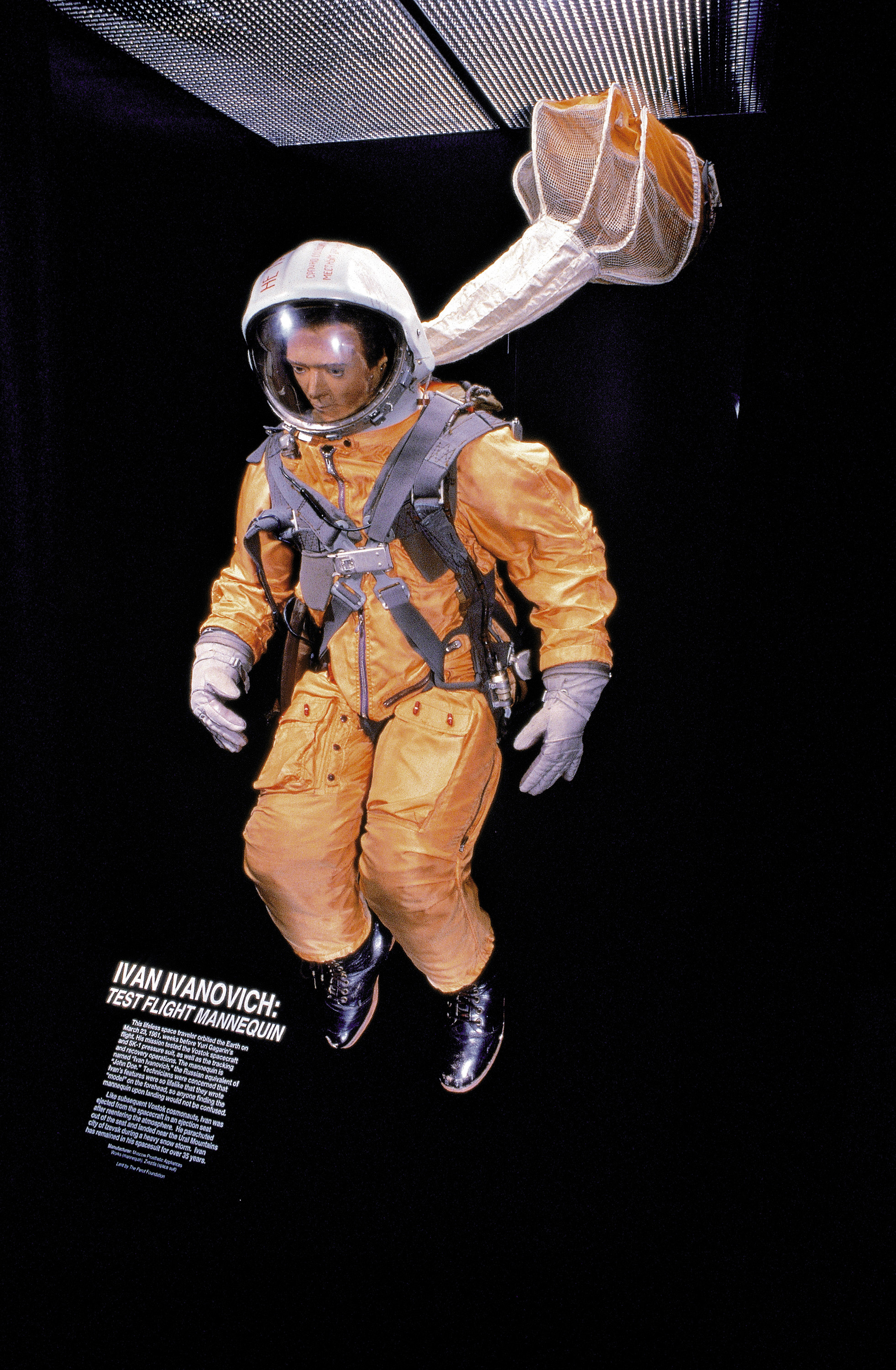
Iwan Iwanowitsch als Exponat im National Air and Space Museum.

Iwan Iwanowitsch (russisch Иван Иванович) ist der Name für die bei zwei unbemannten Testflügen des sowjetischen Wostok-Raumschiffs im März 1961 eingesetzten menschenähnlichem Dummys. Bei beiden Flügen wurde Iwan Iwanowitsch von Hunden begleitet, bei Korabl-Sputnik 4 am 6. März von Tschernuschka (Чернушка) und Korabl-Sputnik 5 am 25. März von Swjosdotschka (Звёздочка). Bei beiden Flügen wurden Ablauf und Technik für den ersten bemannten Flug Gagarins mit Wostok 1 getestet, so trug Iwan Iwanowitsch einen Raumanzug und wurde am Ende der Mission – wie Gagarin später auch – mittels Schleudersitz aus der Kapsel katapultiert und landete an einem Fallschirm.
Der Dummy von Korabl-Sputnik 5 wurde 1993 für 189.500 USD von Ross Perot ersteigert und ist als Leihgabe seit 1997 im National Air and Space Museum ausgestellt.